# Boston Gazette
O Boston Gazette (literalmente "Gazeta de Boston") foi um jornal publicado em Boston, Massachusetts, nas colônias norte-americanas britânicas. Sua primeira publicação aconteceu no dia 21 de dezembro de 1719, com período semanal, até o ano de 1798 quando suas publicações foram encerradas. O jornal não deve ser confundido com o Boston gazette (1803-1816).
O Boston Gazette (publicado por Benjamin Edes e John Gill) foi provavelmente o jornal mais influente da história americana.
O The Boston News-Letter, o primeiro jornal bem sucedido nas Treze Colônias, tinha começado a longo prazo em 1704. No ano de 1741, o Boston Gazette incorporou o New-England Weekly Journal tornando-se o Boston-Gazette, ou New-England Weekly Journal. Entre alguns de seus colaboradores inclusos estão: Samuel Adams, Paul Revere e Phyllis Wheatley.
Os editores, e os homens que agiram em nome do jornal, incluíram: (as datas são aproximadas)
- Benjamin Edes, Ben Franklin, James Franklin (1719)
- William Brooker (1719)
- Philip Musgrave (1720)
- Thomas Lewis (1725–26)
- Henry Marshall (1726–27)
- Bartholomew Green (1727–32)
- John Boydell (1732–36)
- Timothy Green (1736–41)
- Samuel Kneeland (1720–53)
- John Gill (1755–75)
- Benjamin Edes (1755–94)
- Benjamin Edes, Jr. (1779–94)
- Peter Edes (1779 – c. 1784)

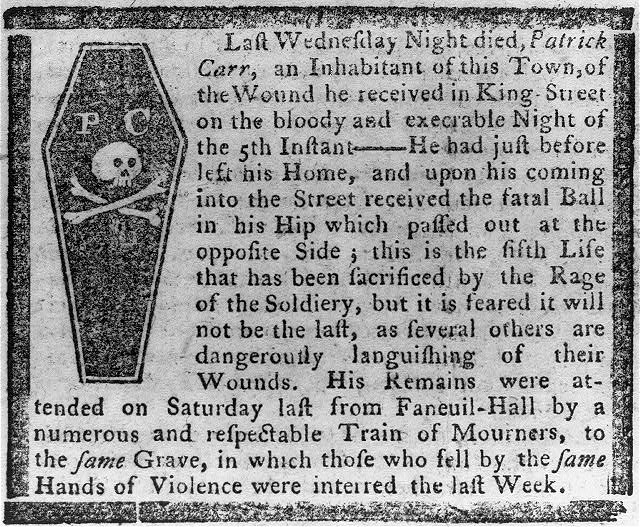
Obituário de Patrick Carr, vítima do Massacre de Boston. Boston Gazette, 19 de março de 1770. Gravura por Paul Revere.

A vinheta do papel, produzida por Paul Revere destaca a Britânia assentada com um barrete frígio pela sua equipe, liberando um pássaro de uma gaiola. No lema estão os dizeres: "Com os Conselhos mais frescos, Estrangeiros e Domésticos". Esta edição é frequentemente reimpressa.
"Depois da Revolução [o papel] perdeu seus grandes contribuidores e seu tom e política foram alterados. Ele se opôs amargamente à adoção da constituição dos Estados Unidos e da administração de Washington. O papel declinou em poder, interesse e ao favor popular, até, depois de uma longa luta em 1798, ser interrompido por falta de apoio."

## Revolução Americana
O Boston Gazette começou essencialmente a Revolução Americana. Durante anos, antes que os primeiros tiros fossem disparados contra a Lexington Green, Samuel Adams, Joseph Warren, Josiah Quincy, James Otis, Edes e Gill estavam escrevendo artigo após artigo na Boston Gazette, rebelando-se contra a autoridade real. Adams escreveu tantos artigos, sob tantos pseudônimos (pelo menos 25), que os historiadores nem sequer sabem exatamente quantos ele realmente escreveu. Foi a Boston Gazette que contratou Paul Revere para criar sua famosa gravura do Massacre de Boston.
As autoridades britânicas odiavam a Boston Gazette. Oficiais britânicos colocaram o nome do jornal em uma lista de instituições inimigas a serem capturadas e, se possível, eliminadas. Aqueles trompetistas de sedição, Edes e Gill, deveriam ser extintos de uma vez por todas.
Os Filhos da Liberdade reuniram-se na Boston Gazette. Onde eles escureceram seus rostos, disfarçando-se como índios Mohawk antes de sair para despejar chá britânico na baía de Massachusetts para a Festa do Chá de Boston. Samuel Adams praticamente viveu na Boston Gazette.

## Variação de títulos
- Boston gazette (21 de dezembro de 1719 - 19 de outubro de 1741).
- Boston gazette, ou, New England weekly journal (20 de outubro de 1741).
- Boston gazette, ou, Weekly journal (27 de outubro de 1741 - 26 de dezembro de 1752).
- Boston gazette, ou, Weekly advertiser (3 de janeiro de 1753 - 1 de abril de 1755).
- Boston gazette, ou, Country journal (7 de abril de 1755 - 5 de abril de 1756).
- Boston gazette, e The Country journal (12 de abril de 1756 - 30 de dezembro de 1793).
- Boston gazette, e Weekly republican journal (6 de janeiro de 1794 - 17 de setembro de 1798).

Nos últimos anos, o estabelecimento de impressão de Edes & Gill para o Boston Gazette  foi recriado e está aberto ao público como um museu em Boston.